# Cuerpo auxiliar masónico
Un Cuerpo auxiliar masónico es una organización auxiliar de la francmasonería. Hay muchas organizaciones y órdenes que forman parte de la amplia fraternidad de la francmasonería, cada una con su propia estructura y terminología. Colectivamente estos organismos pueden ser referidos como cuerpos masónicos, órdenes masónicas u organismos apéndices (u órdenes) de la francmasonería.
La visión general de las relaciones entre las organizaciones masónicas es la siguiente: la unidad básica de la masonería es la logia masónica, que es la única que puede iniciar a un masón. Estas logias están controladas por una Gran Logia con autoridad nacional o regional para todas las logias situadas en su territorio. Una logia masónica confiere los tres grados masónicos de Aprendiz, Compañero, y Maestro Masón.
Aunque no hay un título en la masonería más alto que el del Maestro Masón, hay títulos adicionales que se ofrecen sólo a aquellos que son maestros masones. La mayoría de ellos están controlados por sus propios organismos (independientes de la Gran Logia).
La Gran Logia Unida de Inglaterra (que no tiene autoridad directa sobre las otras grandes logias, pero al ser la Gran Logia más antigua del mundo, tiene una influencia histórica en términos de regularidad y de práctica) define la francmasonería pura y antigua como la que consiste en los tres grados de: Aprendiz, Compañero y Maestro Masón, más la Orden Suprema del Sagrado Arco Real.
El grado masónico del Sagrado Arco Real es de gran antigüedad, y tiene una importancia especial en muchos sistemas masónicos, incluyendo los de las tres constituciones más antiguas (autoridades masónicas), a saber, las Grandes Logias de Inglaterra, Escocia, e Irlanda, en todas las cuales se considera (por diversas definiciones constitucionales) que es la culminación de la estructura masónica principal.
Un número de otras organizaciones, la mayoría de las cuales son conocidas como masónicas, o tienen un título que las identifica como masónicas, o requieren que los candidatos a la membresía sean masones con buena reputación en su logia y con las suscripciones pagadas. En algunos países, en particular en los Estados Unidos de América, el Rito Escocés y el Rito York son los dos ritos principales disponibles. En otros países, especialmente en Inglaterra, Escocia, Irlanda y muchos de los países de la Commonwealth, existe un gran número de órdenes masónicas y grados independientes, sin una organización paraguas ni un rito masónico particular. Algunos de estos cuerpos masónicos utilizan los números como una forma informal de identificar los grados que confieren, pero el más importante, y por lo tanto el grado masónico más alto en la masonería azul es siempre el tercero, el grado de Maestro Masón. Estos otros cuerpos masónicos (a veces conocidos como grados adicionales o grados auxiliares), son actividades opcionales para aquellos que desean llevar su membresía y actividad masónica más allá de los tres grados de Aprendiz, Compañero, y Maestro Masón.
En algunos países del mundo, en particular en los Estados Unidos de América, también hay organizaciones afiliadas a la francmasonería, que admiten tanto a Maestros Masones como a personas que no son masones, pero tienen alguna relación familiar con un Maestro Masón, organizaciones paramasónicas como: la Orden de la Estrella de Oriente, la Orden Internacional de las Hijas de Job (en idioma inglés: Job's Daughters International) y la Orden de la Amaranta. Otras organizaciones afiliadas como la Orden Internacional DeMolay y la Orden Internacional del Arco Iris para Niñas, admiten a personas que no son masones y no requieren que el solicitante tenga una relación familiar con un Maestro Masón. Estas organizaciones asociadas para no masones, apenas se pueden encontrar en la francmasonería regular europea.